# Килибаев, Бахыт Саттарбекович
Бахыт (Бахытжан) Саттарбекович Килибаев (каз. Бақытжан Саттарбекұлы Қилыбаев; 26 мая 1958, Алма-Ата, Казахстан) — советский, российский и казахский сценарист, режиссёр, продюсер, драматург. Наиболее известен как соавтор сценария к фильму «Игла».

## Биография
Родился 26 мая 1958 года в Алма-Ате. В 1975—1978 годы обучался на Восточном факультете Ленинградского университета. В 1985 году окончил сценарный факультет ВГИКа (мастерская Николая Фигуровского и А.Балихина), в процессе учёбы начал создавать юмористические рассказы, один из которых в 1983 году был экранизирован для киножурнала Ералаш — «Индийские йоги, кто они?».
Совместно с однокурсником А.Барановым написал сценарии к фильмам: «Дамир плюс Дина» (1985, к/м), «Кто ты, всадник?» (1987 г.), «Вместе» (1988 г., тв), «Игла» (1988 г.), «Дархан» (1988 г., тв).
Был руководителем МММ-студии, автор серии реклам АО «МММ». Заместитель директора Киностудии Горького по рекламе, маркетингу и продажам.
В 1992 году снял мистический фильм «Гонгофер». В 1993 году фильм был удостоен премии фестиваля «Кинотавр» и премии «Золотой овен» за лучший сценарий.
В 2018 году появилась информация о продаже супругой Килибаева Ольгой первого авторского сценария фильма «Игла». Он был выставлен на продажу через сайт бесплатных объявлений в Петербурге за 1,5 миллиона рублей.

## Фильмография
Актёр
- 1996 — Новогодняя история

Режиссёр
- 1988 — Трое
- 1989 — Женщина дня
- 1990 — Клещ
- 1992 — Гонгофер (Россия)
- 2002 — ГАЗ. Русские машины: Дорога длиною в 70 лет (альманах, Россия)

Сценарист
- 1983 — Ералаш № 38 («Индийские йоги, кто они?»)[5]
- 1987 — Такыр (Кто ты, всадник?)[6]
- 1988 — Игла
- 1988 — Трое
- 1988 — Вместе
- 1989 — Женщина дня
- 1990 — Клещ
- 1992 — Гонгофер (Россия)
- 2006 — Громовы (сериал, Россия)
- 2007 — Громовы. Дом надежды (сериал, Россия)
- 2009 — Фонограмма страсти (Россия) — сюжет
- 2010 — Игла Remix (Россия)

Продюсер
- 1992 — Гонгофер
- 1996 — Новогодняя история
- 2006 — Громовы (сериал, Россия)
- 2007 — Громовы. Дом надежды (сериал, Россия)

Клипмейкер
- 1992 — Группа «Ноль»  — «Иду. Курю»
- 2000 — Группа «Нұрлан мен Мұрат» — «Жұлдызым Архивная копия от 6 мая 2020 на Wayback Machine», а также продюсер.

## Награды
- Лауреат VIII независимой общественной премии «Тарлан», в номинации «Кинематограф» вместе Александром Барановым (2008[7][8]).